# Marcell Harris
Marcell Harris (Orlando, 9 giugno 1994) è un giocatore di football americano statunitense che milita nel ruolo di safety per i San Francisco 49ers della National Football League (NFL).

## Carriera

### San Francisco 49ers
Harris fu scelto nel corso del sesto giro (184º assoluto) del Draft NFL 2018 dai San Francisco 49ers. Il 3 settembre 2018 fu inserito in lista infortunati. Tornò disponibile il 1º novembre. Nella settimana 16 contro i Chicago Bears, Harris mise a segno un colpo irregolare su Mitchell Trubisky, venendo multato di 10.026 dollari dalla lega. La sua prima stagione si chiuse con 34 tackle in 8 presenze, di cui 5 come titolare.
Il 31 agosto 2019, Harris fu svincolato dai 49ers e rifirmò per la squadra di allenamento il giorno successivo. Fu promosso nel roster attivo il 3 ottobre 2019. Nella settimana 13 contro i Baltimore Ravens forzò un fumble sul quarterback Lamar Jackson che recuperò egli stesso. La sua seconda stagione si chiuse con 40 tackle, 5 passaggi deviati e 3 fumble forzati in 13 presenze, di cui 4 come titolare. Il 2 febbraio 2020 scese in campo nel Super Bowl LIV in cui i 49ers furono sconfitti per 31-20 dai Kansas City Chiefs.

## Palmarès
- National Football Conference: 1

San Francisco 49ers: 2019